# Praon staryi
Praon staryi är en stekelart som beskrevs av Kavallieratos och Lykouressis 2000. Praon staryi ingår i släktet Praon och familjen bracksteklar. Inga underarter finns listade i Catalogue of Life.